# Подгорач
45°28′ пн. ш. 18°13′ сх. д. / 45.46° пн. ш. 18.21° сх. д.
Подгорач (хорв. Podgorač) – громада і населений пункт в Осієцько-Баранській жупанії Хорватії.

## Населення
Населення громади за даними перепису 2011 року становило 2 877 осіб. Населення самого поселення становило 866 осіб.
Динаміка чисельності населення громади:
Динаміка чисельності населення центру громади:

## Населені пункти
Крім поселення Подгорач, до громади також входять: 
- Бієла Лоза
- Будимці
- Келешинка
- Кршинці
- Острошинці
- Погановці
- Разбоїще
- Стипановці

## Клімат
Середня річна температура становить 10,99°C, середня максимальна – 25,20°C, а середня мінімальна – -5,92°C. Середня річна кількість опадів – 706 мм.
| Клімат поселення                              | Клімат поселення | Клімат поселення | Клімат поселення | Клімат поселення | Клімат поселення | Клімат поселення | Клімат поселення | Клімат поселення | Клімат поселення | Клімат поселення | Клімат поселення | Клімат поселення | Клімат поселення |
| Показник                                      | Січ.             | Лют.             | Бер.             | Квіт.            | Трав.            | Черв.            | Лип.             | Серп.            | Вер.             | Жовт.            | Лист.            | Груд.            |                  |
| Середній максимум, °C                         | 5,76             | 7,92             | 12,52            | 17,02            | 22,14            | 25,20            | 25,17            | 24,62            | 20,48            | 15,16            | 9,28             | 5,35             |                  |
| Середня температура, °C                       | −0,08            | 2,10             | 6,68             | 11,18            | 16,30            | 19,36            | 21,20            | 20,68            | 16,52            | 11,20            | 5,30             | 1,40             |                  |
| Середній мінімум, °C                          | −5,92            | −3,76            | 0,85             | 5,36             | 10,44            | 13,50            | 17,26            | 16,70            | 12,57            | 7,24             | 1,39             | −2,6             |                  |
| Норма опадів, мм                              | 44               | 42               | 42               | 54               | 66               | 91               | 65               | 62               | 52               | 62               | 70               | 56               |                  |
| Середньомісячна швидкість вітру, м/с          | 2.20             | 2.40             | 2.70             | 2.60             | 2.30             | 2.10             | 2.10             | 1.90             | 1.90             | 2.00             | 2.10             | 2.20             |                  |
| Середньомісячна сонячна радіація, кДж/м²·день | 4259             | 6933             | 10876            | 15321            | 19250            | 21307            | 22188            | 20281            | 14953            | 9296             | 4817             | 3595             |                  |
| --------------------------------------------- | ---------------- | ---------------- | ---------------- | ---------------- | ---------------- | ---------------- | ---------------- | ---------------- | ---------------- | ---------------- | ---------------- | ---------------- | ---------------- |
| Джерело:                                      |                  |                  |                  |                  |                  |                  |                  |                  |                  |                  |                  |                  |                  |